# Booßen
Booßen – dzielnica w północno-zachodniej części Frankfurtu nad Odrą, oddalona 78 km od Berlina. W 2005 liczyła 1550 mieszkańców.
Na mapie topograficznej wydanej w 1947 roku przez Wojskowy Instytut Geograficzny Sztabu Generalnego Wojska Polskiego odnotowano wariantową nazwę w języku polskim w brzmieniu Bożeń.

## Galeria

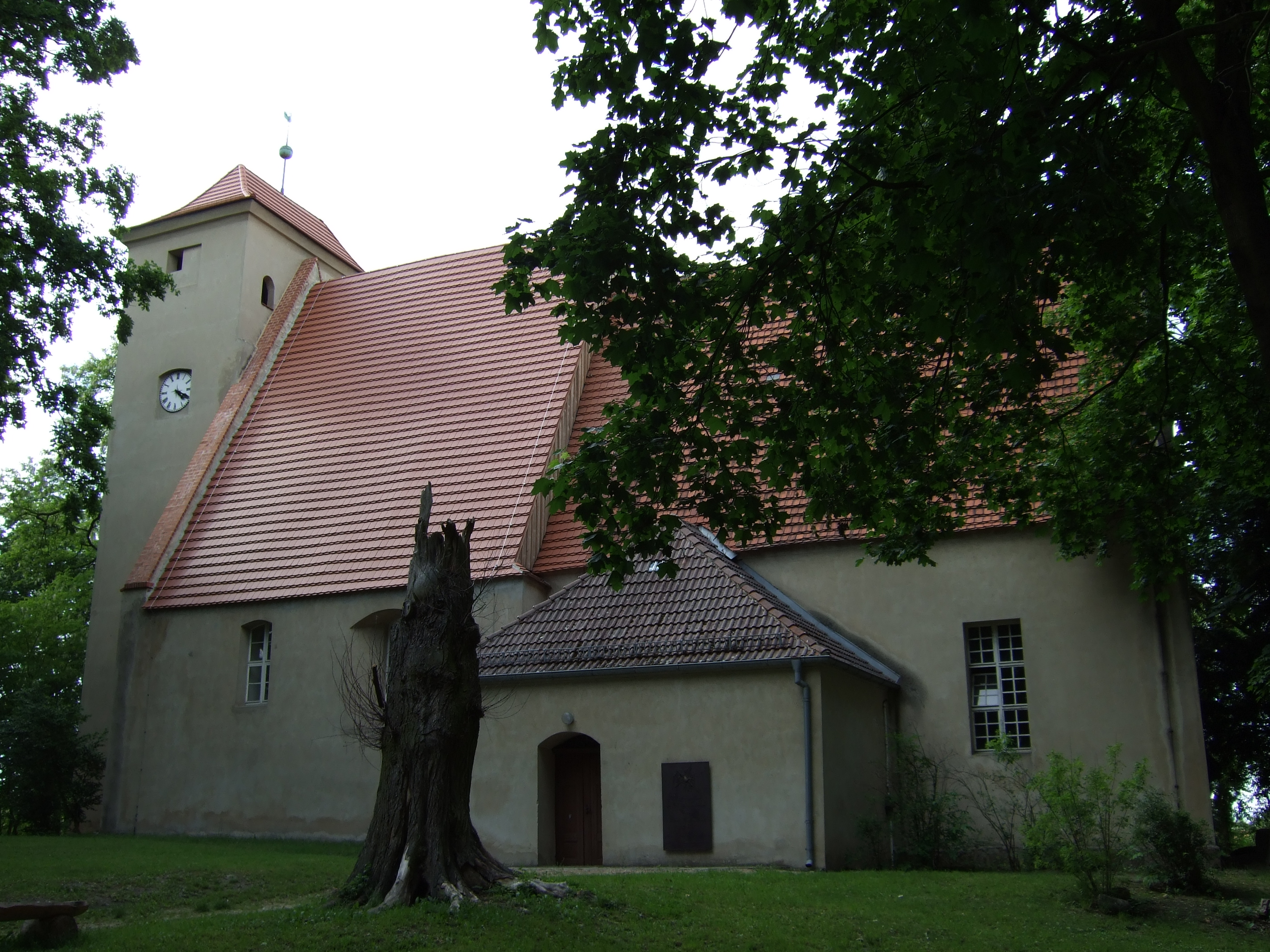
Kościół w Booßen
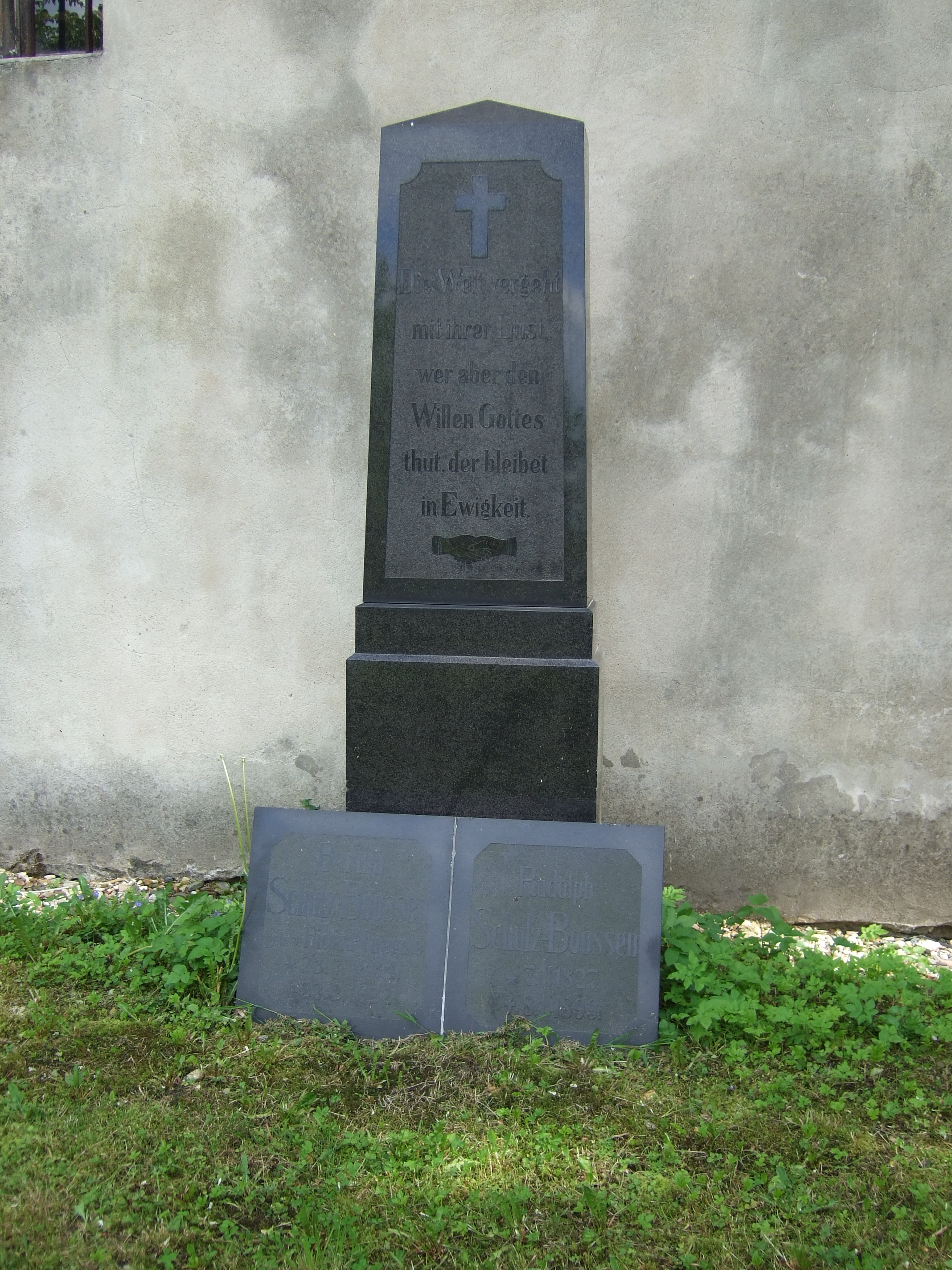
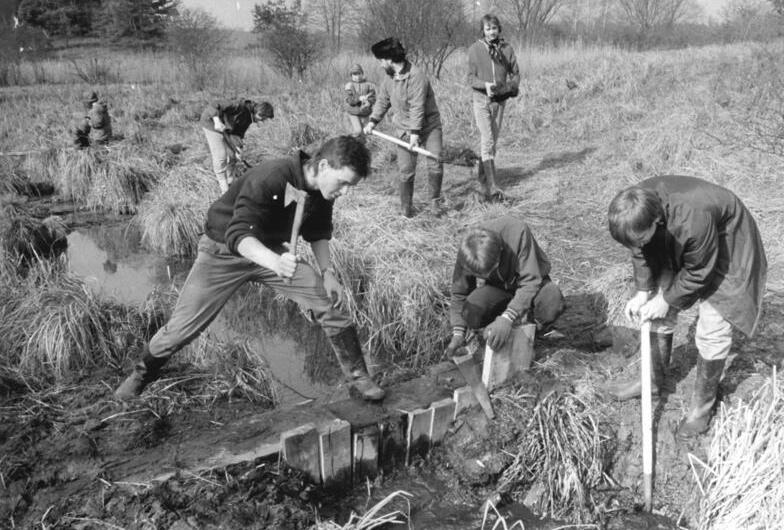
Prace w Booßen w 1988 r.